# 海域管理及發展統籌委員會
海域管理及發展統籌委員會（葡文縮寫：CCGDAJM），是為了配合中華人民共和國國務院令第665號頒佈之《中華人民共和國澳門特別行政區行政區域圖》，將澳門海域面積明確為八十五平方公里，並且為進一步妥善推動海域管理及發展而組成。
2021年8月24日起，改由運輸工務司監督，並由運輸工務司司長擔任主席。

## 職權
- 檢視海域管理情況；
- 推動開展研究及統籌海域管理及發展的整體規劃及專項計劃的編制及執行，以制定有關政策；
- 推動制定海域管理及使用方面的法規；
- 在其職權範圍內訂定方針及發出指引。

## 組織法例
- 第57/2017號行政長官批示（2017年3月20日《澳門特別行政區公報》）設立“海域管理及發展統籌委員會”。
- 第244/2018號行政長官批示（2018年10月15日《澳門特別行政區公報》）修改第57/2017號行政長官批示第三款（二十七）項、第七款及第八款。
- 第120/2021號行政長官批示（2021年8月23日《澳門特別行政區公報》）修改經第244/2018號行政長官批示修改的第57/2017號行政長官批示第三款、第四款、第七款及第八款。

## 成員
根據相關批示，委員會可設立專責工作小組，以開展其職權範圍內的特定工作，專責工作小組的成員可包括澳門特別行政區或以外的獲公認為傑出的人士，學術機構、公共或私人實體的代表以及專業顧問。如認為有需要，委員會主席可邀請澳門特別行政區或以外的公共或私人實體的代表以及專家參與委員會的工作或會議。

### 主席
運輸工務司司長譚偉文

### 成員
- 政策研究和區域發展局局長
- 經濟及科技發展局局長
- 土地工務局局長
- 海事及水務局局長
- 環境保護局局長
- 助理海關關長一名
- 經濟財政司司長辦公室顧問一名
- 保安司司長辦公室顧問一名
- 運輸工務司司長辦公室顧問一名

另外，上款（二十一）至（二十七）項所指的成員由行政長官以批示委任，其任期在委任批示中訂定。

## 支援
海事及水務局向委員會提供運作所需的行政、技術及後勤支援，以及承擔委員會運作所需。
1. ↑  . 澳門特別行政區政府印務局. 2021-08-23  [2024-07-29]. （原始内容存档于2024-07-29） （中文）.